# Martin Atkins (Dartspieler, 1975)
Martin Atkins (* 4. April 1975 in Wigan) ist ein englischer Dartspieler.

## Karriere
Martin Atkins begann seine Dartskarriere bei der British Darts Organisation (BDO). 2014 erreichte er bei den Welsh Open das Viertelfinale und nahm 2016 und 2017 am World Masters teil. Seinen einzigen Turniersieg bei der BDO konnte Atkins beim Antwerp Masters feiern. 2018 wechselte er zur Professional Darts Corporation (PDC), wo er zunächst die Challenge Tour spielte. Als Amateur gelang es ihm, sich für die UK Open 2018 zu qualifizieren, wo er jedoch in Runde 1 ausschied. Sein Debüt auf der European Darts Tour gab Atkins bei den European Darts Open 2018, wo er zum Auftakt gegen Richard North mit 0:6 verlor. Auch wenig später beim European Darts Matchplay unterlag Atkins klar mit 1:6 in Runde 1 gegen den Iren William O’Connor. Durch gute Leistungen auf der Challenge Tour nahm Atkins an den UK Open 2019 teil. Doch wie bereits im Vorjahr verlor er sein Erstrundenmatch. Anfang 2020 nahm Atkins an der PDC Qualifying School (Q School) in seiner Heimatstadt teil und sicherte sich ein Tourkarte für die PDC Pro Tour. Bei den UK Open 2020 profitierte Atkins von der krankheitsbedingten Absage von Max Hopp, wodurch er ein Freilos hatte und es bis in die fünfte Runde schaffte. Beim 10. Event der Players Championships 2020 konnte Atkins erstmals ein Achtelfinale auf der PDC Pro Tour erreichen. Sein zweites Achtelfinale folgte beim 8. Event 2021. Bei den UK Open 2021 erreichte Atkins die dritte Runde, wo er Scott Waites unterlag. Am 6. Juli 2021 spielte er beim Players Championship 18 einen Neun-Darter gegen Danny Noppert, der wiederum in diesem Match ebenfalls einen Neun-Darter spielte.
Mitte Februar erreichte Atkins bei den Scottish Open das Finale, in welchem er mit 4:6 Jordan Brooks unterlag. Einen Monat später konnte er sich beim Isle of Man Classic ins Finale spielen, welches er mit 4:5 gegen Luke Littler verlor.

## Titel

### PDC
- Secondary Tour Events
  - PDC Challenge Tour
    - PDC Challenge Tour 2018: 3